# 李元暉
李 元暉（り げんき、1898年 - ?）は、中華民国の官僚・政治家。中華民国臨時政府、南京国民政府（汪兆銘政権）華北政務委員会で各職を歴任した。呉甌・夏粛初と共に、王揖唐側近の部下と目された。

## 事績
上海の震旦大学を卒業。王揖唐の門弟である。
師の王揖唐に従う形で李元暉も中華民国臨時政府に参与し、振済部長・内政部長を務めた王の下で秘書・簡任秘書を歴任した。1940年（民国29年）3月に臨時政府が汪兆銘政権に合流、華北政務委員会になると、李元暉は内務税署簡任秘書となる。その後、考試院参事、華北政務委員会政務庁簡任秘書を歴任し、1941年（民国30年）2月に同委員会秘書庁文案処長となった。同年中には、王の詩集『逸塘詩存』を編纂した。
1942年（民国31年）4月11日、華北政務委員会秘書庁長・夏粛初が政務庁長に転じたため、李元暉が後任の秘書庁長となった。翌1943年（民国22年）2月、王揖唐の華北政務委員会委員長辞職と併せ、李も秘書庁長を退任している。
以後、李元暉の行方は不詳である。